# Lista de conflitos envolvendo a Finlândia

## Tabela
Esta é uma lista de guerras e rebeliões envolvendo a Finlândia até os dias atuais.
| Conflito                          | Combatente 1                 | Combatente 2                    | Resultado                                             |
| --------------------------------- | ---------------------------- | ------------------------------- | ----------------------------------------------------- |
| Guerra Civil Finlandesa (1918)    | Guarda Branca Império Alemão | Guarda Vermelha União Soviética | Vitória - Hegemonia alemã até 11 de Novembro de 1918. |
| Guerra do Inverno (1939–1940)     | Finlândia                    | União Soviética                 | Empate - Tratado de Paz de Moscou                     |
| Guerra da Continuação (1941–1944) | Finlândia · Alemanha Nazista | União Soviética                 | Derrota - Armistício de Moscou, Guerra da Lapônia     |
| Guerra da Lapônia (1944–1945)     | Finlândia                    | Alemanha Nazista                | Vitória - Retrato alemã no território finlandes.      |